# 佐藤晃一 (ドイツ文学者)
佐藤 晃一（さとう こういち、1914年3月4日 - 1967年7月7日）は、日本のドイツ文学者、翻訳家。元東京大学文学部教授。主としてトーマス・マンを研究した。

## 人物
秋田県出身。旧制福岡中学(現福岡県立福岡高等学校)、福岡高等学校 (旧制)を経て、東京帝国大学独文科卒。
その後、兵役に就き、第一高等学校教授、東京大学教養学部助教授から、1948年同大学文学部助教授、1961年教授、1967年主任教授となり日本独文学会理事長となるが、7月7日急逝した。
1942年アドルフ・ヒトラーの『吾が闘争』の翻訳が刊行された際には、木村謹治、相良守峯らとともにこれを絶賛し、戦後口を拭ってマンのナチスへの抵抗を礼賛した（池田浩士『ファシズムと文学』）。

## 著書
- 『トオマス・マン論』（大日本雄弁会講談社） 1948
- 『トオマス・マン』（世界評論社） 1949
- 『トーマス・マンの世界』（大修館書店） 1962
- 『ドイツの文学』（明治書院） 1967
- 『ドイツ文学史』（明治書院） 1972

### 共著
- 『ドイツ抵抗文学』（山下肇共著、東京大学出版会・新書） 1954
- 『現代ドイツ文学』（手塚富雄共著、有信堂） 1959

## 翻訳
- 『白い女』（カイザーリング、弘文堂書房） 1941
- 『若き詩人への手紙』（リルケ、地平社） 1942、のち角川文庫
- 『夢ものがたり』（シュニッツラー、河出書房、市民文庫） 1954
- 『声なき蜂起 ドイツ国民の抵抗運動の報告(1933-1945年)』（G・ヴァイゼンボルン、岩波書店） 1956
- 『人生行路の諸段階』（キルケゴール、白水社、キルケゴール著作集） 1963 - 1964

### ヘルマン・ヘッセ
- 『知と愛の物語』（ヘルマン・ヘッセ、三笠書房、ヘルマン・ヘッセ全集） 1941
- 『菩提樹』（ヘルマン・ヘッセ、三笠書房、ヘルマン・ヘッセ全集） 1942
- 『郷愁』（ヘッセ、旺文社文庫） 1968：元版は三笠書房 ヘッセ選集

### トーマス・マン
- 『詐欺師フェリックス・クルルの告白』（トーマス・マン、地平社） 1948、のち新潮文庫
- 『永遠なるゲェテ』（トオマス・マン、大日本雄弁会講談社） 1949
- 『恋人ロッテ』（トオマス・マン、中央公論社） 1951、のち新潮文庫
- 『ファウスト博士誕生』（トオマス・マン、新潮社） 1954
- 『魔の山』全2巻（トーマス・マン、三笠書房、三笠版現代世界文学全集） 1955 - 1957
- 『ヨゼフとその兄弟たち』全2巻（トーマス・マン、高橋義孝, 菊盛英夫共訳、新潮社版世界文学全集） 1958。のち「マン全集4・5」（新潮社）、「魔の山」以外も再録